# Oko (satellite)
Oko (en russe œil) est une famille de satellites d'alerte précoce soviétiques puis russes dont le développement a débuté dans les années 1970. Trois générations de satellites Oko se sont succédé : les satellites US-K placés sur une orbite elliptique élevée capables uniquement de détecter les tirs de sol-sol dont 86 exemplaires ont été lancés depuis 1972, les US-KS lancés entre 1975 et 1997 très proches dans leur conception mais placés en orbite géostationnaire et enfin les US-KMO capables également de détecter les tirs de missiles balistiques mer-sol. Début 2012, le système est toujours en place mais la fréquence de lancement très faible ne permet pas à la Russie de disposer d'une couverture totale de la planète. Ces satellites sont remplacés par les Toundra dont le déploiement débute en 2015.

## Historique
Les premiers travaux des soviétiques sur un système d'alerte précoce capable de détecter le lancement d'un missile balistique intercontinental ont débuté en 1965 au sein de l'OKB-41. Mais alors que le système américain DSP développé à la même époque utilise des satellites en orbite géostationnaire, le système soviétique Oko a recours à des satellites placés en orbite elliptique élevée. L'explication couramment acceptée est que les capteurs infrarouges soviétiques de l'époque, moins performants, ne peuvent pas distinguer la chaleur dégagée par un missile lorsque la Terre se trouve en arrière-plan ; l'axe optique de l'instrument d'observation doit être tangent à la surface de la Terre pour qu'il puisse fonctionner.
Les premiers satellites baptisés US-K circulent sur une Orbite de Molnia très excentrique de 40 000 × 1 000 km qui nécessite la présence de 4 satellites régulièrement répartis pour permettre une observation continue de la zone visible de l'orbite (un peu plus d'un tiers de la planète). Le premier lancement a lieu le 19 septembre 1972. Mais le programme rencontre des problèmes de fiabilité et sur les 13 premiers satellites lancés entre 1972 et 1979 seuls 7 fonctionnent plus de 100 jours. Le système ne permet à l'Union soviétique de disposer d'une couverture partielle continue qu'à partir de 1980. Un exemplaire a déclenché une fausse alerte nucléaire le 26 septembre 1983. Pour compléter ce dispositif des satellites ayant des caractéristiques identiques et donc les mêmes limitations sont lancés à partir de 1984 en orbite géostationnaire,
Une seconde génération de satellites, baptisés US-KMO, capables de détecter les lancements de missiles avec la Terre en arrière-plan est développée par Lavotchkine dans les années 1980. Le premier lancement est effectué en 1991 et se poursuit avec une périodicité très espacée (7 satellites lancés entre 1991 et 2011). Le dernier lancement a été effectué le 30 mars 2012. Depuis décembre 2015, l'ensemble du programme Oko est remplacé par le nouveau système EKS.